# Peppermill Village (Maryland)
Peppermill Village es un lugar designado por el censo ubicado en el condado de Prince George en el estado estadounidense de Maryland. En el Censo de 2020 tenía una población de 5264 habitantes y en lo de 2010 una densidad poblacional de 6531,2 personas por milla² (2521,7 por km²).

## Geografía
Peppermill Village se encuentra ubicado en las coordenadas 38°53′38″N 76°53′16″O / 38.89389, -76.88778. Según la Oficina del Censo de los Estados Unidos, Peppermill Village tiene una superficie total de 1.94 km², de la cual 1.94 km² corresponden a tierra firme y (0%) 0 km² es agua.

## Demografía
Según el censo de 2020, había 5264 personas residiendo en Peppermill Village. La densidad de población era de 2521,7  hab./km². Fue 4.895 habitantes en 2010, cuando Peppermill Village estaba compuesto por el 1.96% blancos, el 92.22% eran afroamericanos, el 0.55% eran amerindios, el 0.27% eran asiáticos, el 0% eran isleños del Pacífico, el 3.33% eran de otras razas y el 1.68% pertenecían a dos o más razas. Del total de la población el 5.25% eran hispanos o latinos de cualquier raza.